# كولورادو
كولورادو أو كُلُرادو (بالإنجليزية: Colorado)‏ هي ولاية أمريكية وتشمل معظم جبال روكي الجنوبية وكذلك الجزء الشمالي الشرقي من هضبة كولورادو والحافة الغربية من السهول الكبرى. كولورادو هي جزء من غرب الولايات المتحدة، وجنوب غرب الولايات المتحدة، والولايات الجبلية. ترتيب كولورادو هو الثامن من حيث المساحة والحادي والعشرين من حيث السكان بين الولايات الأمريكية الخمسين. يقدر مكتب تعداد الولايات المتحدة عدد سكان كولورادو بمجموع 5,540,545 في 1 يوليو 2016، بزيادة قدرها 10.17٪ منذ تعداد الولايات المتحدة 2010.
سميت الولاية على نهر كولورادو، الذي سماه المستكشفون الإسبان ريو كولورادو (بالإسبانية: Río Colorado)‏ وتعني النهر الأحمر بسبب الطمي الذي يحمله النهر من الجبال. تم تنظيم إقليم كولورادو في 28 فبراير 1861، ثم وقع الرئيس الأمريكي يوليسيس غرانت المرسوم 230 الذي أدخل كولورادو للاتحاد في 1 أغسطس 1876، لتكون الولاية الثامنة والثلاثين التي يتم إدخالها. وتسمى كولورادو «الولاية المئوية» لأنها أدخلت في نفس العام الذي يصادف الذكرى المئوية لإعلان استقلال الولايات المتحدة.
تحدها ولايات وايومنغ ونبراسكا إلى الشمال، كانساس إلى الشرق، أوكلاهوما إلى الجنوب الشرقي، نيو مكسيكو إلى الجنوب، يوتا إلى الغرب، وأريزونا إلى الجنوب الغربي في منطقة الزوايا الأربع. تشتهر كولورادو بمناظرها الطبيعية من الجبال والغابات والسهول العالية والموائد والأودية والهضاب والأنهار والأراضي الصحراوية.
مدينة دنفر هي عاصمة الولاية وأكبر مدنها. يعرف سكان الولاية باسم «كولورادان» Coloradan، رغم أن مصطلح «كولورادوان» Coloradoan استخدم من قبل وهو يظهر على عنوان صحيفة فورت كولينز كولورادوان.

## التاريخ
كان الإقليم الذي يشكل كولورادو اليوم مأهولًا من قبل الأمريكيين الأصليين وأسلافهم الهنود ل 13.500 عامًا على الأقل وربما لأكثر 37 ألف عام. كانت الجهة الشرقية لجبال روكي طريق هجرة رئيسي نال أهميته لمساهمته في انتشار الشعوب الأصلية في الأمريكيتين. يحتوي موقع ليندنماير في مقاطعة لاريمر على أداوت يعود تاريخها إلى عام 8720 قبل الميلاد. عاشت شعوب بويبلو القديمة في وديان هضبة كولورادو وهضباتها مستوية السطح. استوطن شعب يوت الوديان الجبلية لجبال روكي الجنوبية وجبال روكي الغربية، ووصلوا في الشرق حتى سلسلة الجبال الأمامية ليومنا هذا. واستوطن شعبا أباتشي وكاماتشو أيضًا الأجزاء الشرقية والجنوبية الشرقية من الولاية. في القرن السابع عشر، انتقل شعبا أراباهو شايان غربًا من إقليم البحيرات الكبرى للصيد في السهول العليا في كولورادو ووايومينغ.
زعمت الإمبراطورية الإسبانية بحق لها في كولورادو كجزء من نويفو مكسيكو. وحصلت الولايات المتحدة على حقها في أراضي جبال روكي الشرقية من خلال صفقة لويزيانا من فرنسا في عام 1803. دخلت الولايات المتحدة وإسبانيا في صراع بسبب تضارب مطالبتهما بحق في نهر أركنساس. في عام 1806، قاد زيبولون بايك جيشًا أمريكيًا في حملة على الإقليم المتنازع عليه. تعرض الكولونيل بايك وقواته للاعتقال من قبل فرسان إسبان في وادي سان لويس في شهر فبراير التالي، وأخذوا إلى تشيواوا، وطردوا من المكسيك في شهر يوليو التالي.
تخلت الولايات المتحدة عن مطالبتها بجميع الأراضي الواقعة جنوبي وغربي نهر أركنساس وجنوبي خط 42 شمال وغرب خط طول 100 غرب كجزء من صفقة فلوريدا مع إسبانيا عبر اتفاقية آدامز أونيس في عام 1819. باتت الاتفاقية سارية المفعول في 22 من شهر فبراير من عام 1821. وبعد حسمها لمسألة الحدود مع إسبانيا، اعترفت الولايات المتحدة بالجزء الجنوب شرقي من إقليم ميسوري للاتحاد باسم ولاية ميسوري في 10 أغسطس من عام 1821. وأصبحت بقية إقليم ميسوري، بما في ذلك ما سيصبح لاحقًا شمالي شرق كولورادو، إقليمًا غير منظم، وبقي كذلك ل 33 عامًا حول مسألة العبودية. بعد 11 عامًا من الحرب، اعترفت إسبانيا في نهاية المطاف باستقلال المكسيك بموجب اتفاقية كوردوبا التي وقعت في 24 من شهر أغسطس من عام 1821. في النهاية وافقت المكسيك على اتفاقية آدامز أونيس في عام 1831. أحدثت ثورة تكساس خلافًا بين المكسيك والولايات المتحدة تحول في النهاية إلى الحرب الأمريكية المكسيكية في عام 1846. تخلت المكسيك عن إقليمها الشمالي لمصلحة الولايات المتحدة بموجب اتفاقية جوادالوبي هيدالغو بعد الحرب في عام 1848، وشمل ذلك جزءا كبيرًا من المناطق الغربية والجنوبية من كولورادو.
في البداية سافر معظم المستوطنين الأمريكيين إلى كولورادو عبر طريق سانتا فيه الذي كان يربط الولايات المتحدة بسانتا فيه وكامينو ريال دي تييرا أدينترو جنوبًا. وسافر آخرون برًا نحو الجنوب إلى مقاطعة أوريجون، حمى ذهب كاليفورنيا الجديدة، أو مستوطنات مورمون الجديدة في ولاية ديزيريت في وادي سولت ليك، وتجنبوا جبال روكي الجنوبية الوعرة، وبدلًا عن ذلك اتبعوا نهر نورث بلات ونهر سويت ووتر إلى طريق ساوث باس (وايومينغ)، وهو المعبر الأدنى على خط التقسيم القاري للأمريكيتين بين جبال روكي الجنوبية وجبال روكي المركزية. في عام 1849، نظم مورمون وادي سولت ليك ولاية ديزيريت غير القانونية، وطالبوا بكامل النهر العظيم وجميع الأراضي التي تسبب نهر جرين والنهر العظيم ونهر كولورادو بنزوح منها. رفضت الحكومة الفيدرالية للولايات المتحدة بصورة قاطعة الاعتراف بحكومة مورمون الجديدة بسبب ثيوقراطيتها وتشريعها لتعدد الزوجات. عوضًا عن ذلك، قسمت تسوية العام 1850 الإقليم المكسيكي ومطالب تكساس الشمالية الغربية إلى ولاية جديدة وإقليمين جديدين، ولاية كاليفورنيا وإقليم نيو مكسيكو وإقليم يوتاه. في 8 أبريل من عام 1851، استوطن المستوطنون الإسبان من منطقة تاوس في قرية سان لويس، ومن ثم في إقليم نيو مكسيكو، التي كانت أول مستوطنة أمريكية أوروبية دائمة في كولورادو، الأمر الذي رسخ بصورة أشد تقاليد مطبخ نيو مكسيكو وموسيقى نيومكسيكو في تطور إقليم جبال روكي الجنوبية.
في عام 1854، أقنع عضو مجلس الشيوخ ستيفن إيه دوجلاس الكونجرس الأمريكي بتقسيم الإقليم غير المنظم شرق خط التقسيم القاري للأمريكيتين إلى إقليمين منظمين جديدين، إقليم كنساس وإقليم نبراسكا، وإقليم جنوبي غير منظم عرف باسم الإقليم الهندي. وترك لكل إقليم جديد تحديد مصير العبودية ضمن حدوده، غير أن هذه التسوية لم تؤد سوى إلى تغذية العداء بين حزب الأرض الحرة والفصيل المؤيد للعبودية.
نظم الساعون وراء الذهب الحكومة المؤقتة لإقليم جيفرسون في 24 من شهر أغسطس من عام 1859، إلا أن هذا الإقليم فشل في الحصول على موافقة كونجرس الولايات المتحدة المتورط في الجدل حول العبودية. أفضى انتخاب أبراهام لينكولن رئيسًا للولايات المتحدة في 6 من شهر نوفمبر من عام 1860 إلى انفصال الولايات الاسترقاقية التسع وإلى خطر الحرب الأهلية بين الولايات. مع سعيه إلى تقوية السلطة السياسية للولايات الاتحادية، قبل الكونجرس الذي كان تحت سيطرة الجمهوريين على الفور بالجزء الشرقي بإقليم كنساس ضمن الاتحاد تحت اسم ولاية كنساس الحرة في 29 من شهر يناير من عام 1861، تاركًا الجزء الغربي من إقليم كنساس، ومناطق التنقيب عن الذهب العائدة له، كإقليم غير منظم.

### قانون الإقليم
بعد مرور 30 يومًا، في 28 من شهر شباط من عام 1861، وقع الرئيس الأمريكي الذي سيغادر منصبه جيمس بوتشانان قانون الكونجرس الذي نظم إقليم كولورادو الحرة. بقيت الحدود الأصلية لكولورادو على حالها ما عدا من أجل تعديلات المسح الحكومي. في عام 1776، سجل الكاهن الإسباني سيلفستر فيليز دي إسكالانتي أن الأمريكيين الأصليين في المنطقة كانوا يعرفون النهر باسم نهر كولورادو نسبة إلى الغرين الأحمر الداكن الذي حمله النهر من الجبال. في عام 1859، حددت حملة طبوغرافية تابعة للجيش الأمريكي بقيادة الكابتن جون ماكومب ملتقى النهر العظيم والنهر الأخضر عند ما هو اليوم منتزه كانيونلاند الوطني في يوتاه. وحدد فريق ماكومب الملتقى بأنه منبع نهر كولورادو. في 12 من شهر أبريل من عام 1861، فتحت مدفعية كارولاينا الجنوبية النار على حصن سمتر، لتكون تلك بداية الحرب الأهلية الأمريكية. في حين كان الكثير من الساعين وراء الذهب يتعاطفون مع الولايات الكونفدرالية الأمريكية، بقيت الغالبية العظمى منهم موالية بشدة لقضية الاتحاديين.
في عام 1862، غزت قوة من فرسان تكساس إقليم نيو مكسيكو واستولت على سانتا فيه في 10 من شهر مارس. كان هدف الحملة الغربية الاستيلاء على كولورادو وحقول الذهب في كاليفورنيا أو إحداث اضطرابات فيهما والاستيلاء على موانئ الشرق الأوسط لمصلحة الكونفدراليين. سارت قوة نظمت سريعًا من قوات متطوعي كولورادو من مدينة دينفر، إقليم كولورادو إلى جلوريتا باس، إقليم نيو مكسيكو، في محاولة لإيقاف التكساسيين. في 28 من شهر مارس، أوقف متطوعو كولورادو ومتطوعو نيو مكسيكو المحليون التكساسيين في معركة جلوريتا باس، ودمروا مدافعهم وعربات الإمداد وفرقوا 500 من خيولهم وبغالهم. وأرغم التكساسيون على الانسحاب نحو سانتا فيه.

## جغرافيا
هي إحدى ثلاث ولايات ذات حدود مستقيمة وشكلها كشكل المربع (الولايات الأخرى هي وايومنغ ويوتا) فيها تمر سلسلة جبال الروكي. أكبر مدنها هي دنفر وهي أيضا العاصمة ويمر في الولاية بعض من أهم الطرق الأمريكية مثل رقم 25 و 70. توجد في الولاية أكثر من 54 قمة جبلية يبلغ ارتفاعها 4270 متر وأكثر.

### أكبر المدن
- دنفر عاصمة الولاية.
- كولورادو سبرينغز.
- أورورا.
- فورت كولينز.
- بولدر.
- أسبن.

## التاريخ
اشتق اسم الولاية من كلمة أسبانية الاصل وتعني «ذو اللون الأحمر» وهو اللون الغالب على رمال الولاية.

كانت اراضي الولاية جزءا من صفقة شراء لويزيانا في عام 1803.وكان البحث عن الذهب كان السبب الرئيس في هجرة السكان إليها. وفي1 اغسطس 1876 أصبحت كولورادو ولاية وانضمت إلى الاتحاد في نفس اليوم. منحت النساء حق التصويت في 7 نوفمبر 1893.

## السكان
أكبر مدن الولاية كما اشير سابقا هي دنفر وحاضرة دنفر تحوي أكثر من نصف سكان الولاية (2.5 مليون من 4.3 مليون). التوقعات تشير إلى نمو سكان الولاية ليصل إلى 7,150,000 في عام 2030. الإحصائيات تشير إلى ان في الولاية أكثر من 144 الف مهاجر غير شرعي. أغلب سكان الولاية من البيض ويشكلون ثمانين بالمئة. يليهم السود، ثم الآسيويون. الولاية تعتبر إحدى أكبر التجمعات للأمريكيين من الاصول اللاتينية. 

غالبية السكان مسيحيين مع اقلية من اليهود.على الرغم من اقليتهم، إلا أن الولاية هي مركز لإحدى أكبر التجمعات اليهودية والبوذية في الولايات المتحدة.
تشير إحصائيات مكتب التحليل الاقتصادي الأمريكي ان ناتج الولاية في عام 2003 بلغ 187 مليار دولار. كما ان دخل الفرد بلغ في عام 2003 ما قيمته 34561 دولار، مما جعل ترتيب كولورادو الثامن في ترتيب الولايات الأمريكية الأكبر دخلاً. كما ان الولاية كانت الولاية الأسرع نمواً من ناحية دخل الفرد والناتج الداخلي الخام لعام 2004. ازدهر اقتصاد الولاية منذ منتصف القرن التاسع عشر عندما تم استخدام الخامات المعدنية المستخرجة في تطوير الزراعة المروية، كما تطورت تربية الماشية فيها. وفي اواخر القرن التاسع عشر تطورت الصناعات التي تقوم على استخراج وتصنيع المعادن والمنتجات الزراعية.ومن المنتجات الزراعية التي تصدرها الولاية حالياً: الماشية والقمح ومنتجات الألبان والحبوب والأعلاف.
كما تمثل الولاية قوة اقتصادية رئيسية في الدولة وتضم العديد من الادارات المركزية للحكومة الاتحادية ومنها قيادة دفاع الفضاء الجوي الأمريكية وقاعدة بيترسون الجوية والمعهد الوطني للمعايير والتكنولوجيا وإدارة أكاديمية القوات الجوية الأمريكية التي تقع في كولورادو سبرنغز. والمعهد الوطني للمعايير والتكنولوجيا في بولدر ووكالة المسح الجيولوجي في وسط الولايات المتحدة في ليكوود، ووكالات حكومية أخرى في دنفر المركز الاتحادي منها دنفر مينت ومحكمة الاستئناف في الدائرة العاشرة بالإضافة إلى «سجون سوبرماكس» الاتحادية وسجون اتحادية أخرى خارج المدينة. كما ان الولاية تحتضن عدة وكالات فيدرالية أخرى مملوكة للحكومة الاتحادية واراضي للدولة، خصوصا مع وفرة في كولورادو على غابات شاسعة ومحميات وأربعة حدائق وطنية. كما أن هناك العديد من الشركات الخاصة التي تعمل في كولورادو والتي تتعامل مع الجهات الحكومية المركزية في الدولة.

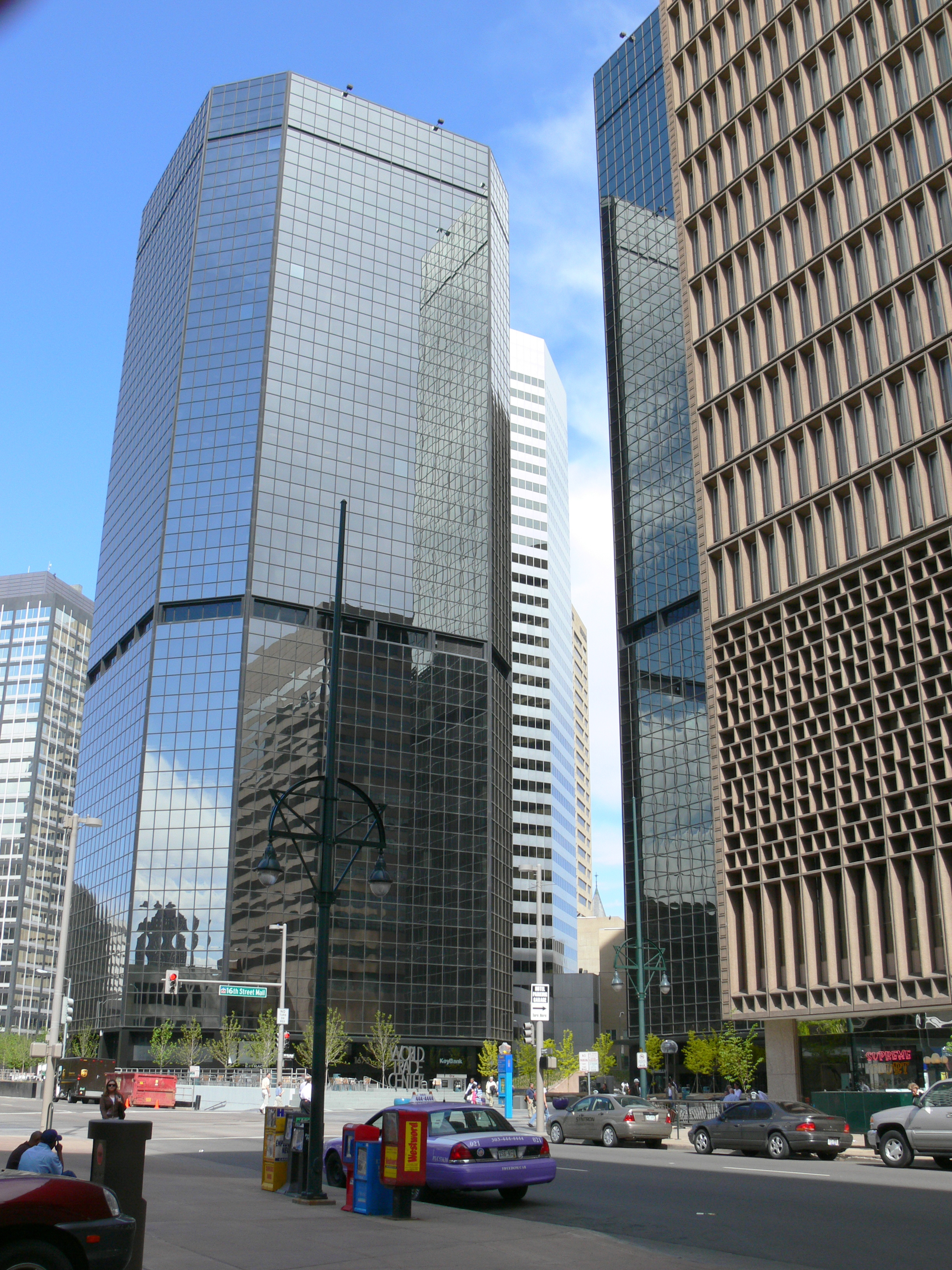
مركز التجارة العالمي في دنفر عاصمة الولاية الذي يطلق عليه "وول ستريت غرب أمريكا".

في النصف الثاني من القرن العشرين، توسعت الولاية كثيرا في قطاعي الصناعة والخدمات وتنوع اقتصاد الولاية وابرز ذلك التركيز على البحث العلمي والتكنولوجيا العالية. وتشمل الصناعات الغذائية والآلات ومعدات النقل، والمنتجات الكيماوية، واستخراج المعادن مثل الذهب والموليبدينوم والسياحة وأصبحت دنفر مركزاً مالياً مهماً غرب الولايات المتحدة.
تفرض كولورادو ضريبة 4.63 ٪ على دخل الأفراد، بغض النظر عن مستوى دخله. وخلافا لمعظم الولايات التي تحسب الضرائب الاتحادية على أساس اجمالي الدخل المعدل، فإن كولورادو تفرض الضرائب على أساس الدخل الخاضع للضريبة الدخل الاتحادية بعد الإعفاءات ومفصل الاتحادية (أو المعيار) الخصومات.كما ان ضريبة المبيعات تبلغ 2.9 ٪ في مبيعات التجزءه.و يتمتع سكان الولاية باعفاء ضريبي لمدة سنة كاملة في حال تخطت مداخيل الولاية الحدود الدستورية المحددة للمداخيل. وتضع كثير من المقاطعات والمدن ضرائب خاصة بها تستخلص بالإضافة إلى الضرائب التي تستخلصها الولاية. وهناك أيضا مقاطعات ومناطق خاصة لديها سياسات اعفاء من الضرائب المركزية.
العقارات والممتلكات الشخصية والأعمال خاضعة للضريبة في كولورادو. وقد ألغت السلطات التشريعية بشكل مؤقت اعفاء الأغنياء وملاك الأراضي والمشاريع الكبرى من ضريبة على الدخل المرتفع.
[تحرير] خاص منطقة ضرائب
الأكثر شيوعا خاصة منطقة ضرائب:
- نقل المنطقة الإقليمية (الحق) الذي يؤثر مقاطعة دنفر، صخرة، جيفرسون واجزاء من آدامز اراباهوي، برونفيلد، ودوغلاس المقاطعات
- العلمية والثقافيه للمنطقة (سكفد) إقليمي خاص الضريبة المنطقة المتاخمة للحدود مع السلامة حدود مقاطعة ادامز اراباهوي، صخرة، برونفيلد، دنفر، دوغلاس، وجيفرسون المقاطعات

o	ومن مبيعات التجزءه 0.1 ٪ واستخدام ضريبة على سنت واحد على كل 10 دولار).
o	ووفقا للقانون، كولورادو سكفد يوزع الأموال إلى المنظمات المحلية على أساس سنوى. هذه المنظمات يجب أن توفر للتنوير والترفيه للجمهور من خلال إنتاج وعرض والمعرض التقدم أو المحافظة على الفن والموسيقى والمسرح والرقص، علم الحيوان، علم النبات، التاريخ الطبيعي أو التاريخ الثقافي.
o	توجيهات الأساسي سكفد المتلقيه حاليا مقسمة إلى ثلاثة «طبقات» بين الايصالات التي تخصص بها النسبة.
§	الصف الأول الإقليمية: متحف الفن دنفر، فاز دنفر الحدائق النباتية، دنفر متحف الطبيعة والعلوم، ودنفر حديقة الحيوان، ودنفر مركز فنون الأداء. وتلقى 65.5 في المائة.
§	الصف الثاني يضم حاليا 26 منظمة إقليميه. الصف الثاني يتلقى 21 ٪.
§	الفئة الثالثة أكثر من 280 منظمة محلية صغيرة مثل المسارح والفرق الموسيقية والفنية، والمراكز التاريخ الطبيعي والثقافي التاريخ والفئات المجتمعيه. الصف الثالث منظمات طلب تمويل لمجالس المقاطعة الثقافية عبر المنح. هذا الصف تلقى 13.5 في المائة.
o	فأحد عشر عضوا مجلس إدارة يشرف على توزيع فقا كولورادو تنقيح القوانين. سبعة أعضاء المجلس يعينهم مقاطعة مفوضين في دنفر، مجلس مدينة دينفر) واربعة أعضاء يعينهم حاكم كولورادو.
- ملعب كرة قدم المنطقة (قاعدة أو فتبل وافق الناخبون على الدفع وبناء على دنفر برونكو ‘ملعب ينفسكو في مجال الميل الرفيع
- تحسين المنطقة المحلية (غطاء) ضمن مناطق جنوب مقاطعة جيفرسون وصخرة
- نقل المنطقة الإقليمية (اتفاق) ضرائب بمعدلات متفاوتة في كاربونديل، البازلت، غلينوود الينابيع، غونيسون المقاطعة
- امتياز الضريبة المهنية (اختيار أو ضريبة الرأس) ودنفر فجر كل فيفي على اختيار اصحاب العمل والعمال

o	إذا أي موظف يؤدي العمل في حدود المدينة ودفعت مبلغ 500,00 لهذا العمل في واحد الشهر الموظف وصاحب العمل مسؤولا عن كل الأراضي الفلسطينية المحتلة، بغض النظر عن مكان العمل الرئيسي أو مقر المكتب يقع.
o	في دنفر، رب العمل مسؤولا عن 4.00 دولار في الشهر لكل موظف والموظف مسؤول عن 5.75 دولار في الشهر.
o	في فجر كل رب العمل والمستخدمين مسؤولا عن 2.00 دولار في الشهر.
o

## التعليم

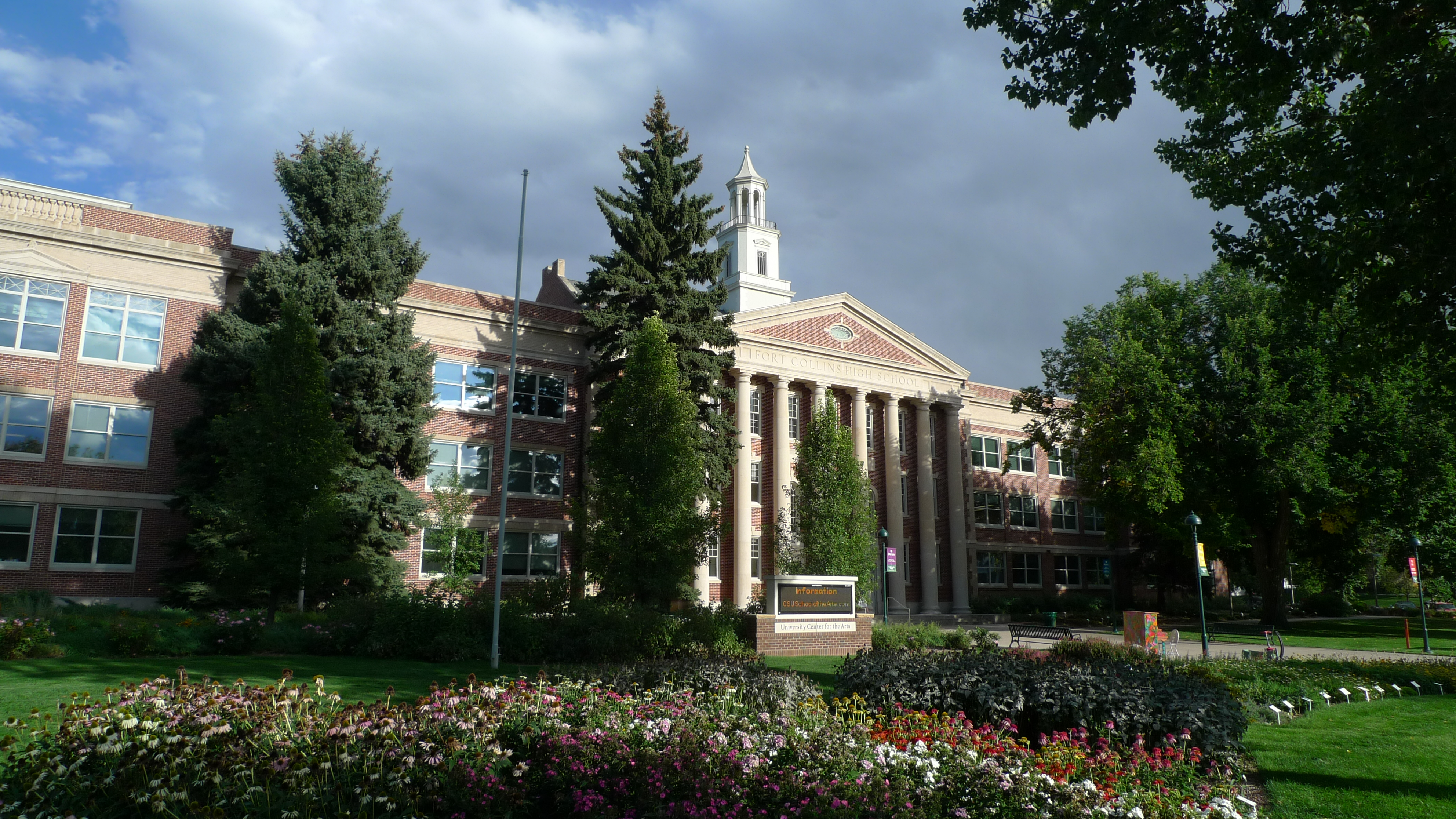
مركز الفنون في جامعة ولاية كولورادو

توجد في الولاية العديد من الجامعات والكليات أهمها:
- جامعة ولاية كولورادو وهي جامعة ممتازة في تخصصات الموارد الطبيعية والجيولوجيا والهندسة الكهربائية والميكانيكية
- مدرسة كولورادو للتعدين من أفضل جامعات العالم في تخصصات علوم الأرض وهندسة البترول
- جامعة كولورادو - بولدر وهي جامعة ممتازة في العلوم الأساسية وأدراة الأعمال والهندسة
- كلية مقاطعة أدم
- جامعة كولورادو المسيحية
- كلية كولورادو
- جامعة كولورادو التقنية وهي من أفضل الجامعات في أدارة الأعمال في ولاية كلورادو
- جامعة دنفر وهي جامعة قوية جدا في التخصصات العلمية الدقيقة
- جامعة جونسون ويلس
- جامعة شمال كولورادو
- أكاديمية القوات الجوية الأمريكية